# Stanley megye
Stanley megye az Amerikai Egyesült Államokban, azon belül Dél-Dakota államban található. Megyeszékhelye és legnagyobb városa Fort Pierre. Lakosainak száma 2980 fő (2020. április 1.). Stanley megye Dewey, Hughes, Sully, Lyman, Jones, Haakon és Ziebach megyékkel határos.

## Népesség
A megye népességének változása:
| Lakosok száma | 2989 | 2987 | 2969 | 2981 | 2954 | 2980 |
|               | 2010 | 2011 | 2012 | 2013 | 2015 | 2020 |